# AMHC Westerpark
Amsterdamsche Mixed Hockey Club Westerpark is een hockeyclub, uit Amsterdam in het stadsdeel West.
De organisatie van de club bestaat uit een stichting (Jeugd Hockey West) en de vereniging AMHC Westerpark. De stichting organiseert trainingen voor jeugdspelers. AMHC Westerpark heeft vijf eigen velden op sportpark Spieringhorn, en sinds 2016 een eigen clubhuis.